# 熊建平
熊建平（1960年8月—），男，汉族，江西丰城人，中华人民共和国政治人物。同济大学道路与交通工程系道路工程专业毕业，研究生学历，工学硕士，教授级高级工程师。曾任中共浙江省委常委、统战部部长，浙江省人大常委会副主任。

## 生平
1978年9月至1982年8月，在同济大学道路与交通工程系道路工程专业学习。
1982年8月参加工作，任上海市城市建设设计院道桥室助理工程师。
1984年8月至1987年7月，攻读同济大学道路与交通工程系道路工程专业硕士研究生，期间于1986年3月加入中国共产党。
1987年7月至1992年4月，任上海市城市建设设计院道桥室工程师。1992年4月至1994年8月，任上海市城市建设设计院浦东分院副总工程师。1994年8月至1994年12月，任上海市城市建设设计院道桥二室副主任。1994年12月至1995年10月，任上海市城市建设设计院副院长。
1995年10月至1997年1月，任上海市市政工程管理局总工程师助理、副总工程师。1997年1月至2001年4月，任上海市市政工程管理局副局长，期间于2000年3月至2001年1月在中央党校中青年干部培训班学习。
2001年4月至2002年8月，任上海市建设和管理委员会副主任；2002年8月至2005年2月，任上海市建设和管理委员会主任、市建设和管理工作党委副书记。
2005年2月至2007年3月，任上海市建设和交通委员会主任、市建设和交通工作党委副书记；2007年3月至2007年12月，任上海市人民政府副秘书长，市建设和交通委员会主任、市建设和交通工作党委副书记；2007年12月，在天津市第十四届人大常委会第四十一次会议上，熊建平被任命为天津市人民政府副市长，他在任期内主管天津市的规划、城乡建设、交通规划和建设、国土与房管、环境保护、水务、海洋和人民防空工作。
2013年5月22日，天津市第十六届人大常委会第二次会议免去熊建平的天津市副市长职务。
2013年5月29日被任命为浙江省人民政府副省长。2017年11月，任中共浙江省委常委。2017年12月，任中共浙江省委统战部部长。
2018年1月，当选第十三届全国政协委员。
2021年1月，当选为浙江省人大常委会副主任。2023年1月届满卸任。

## 争议
熊建平在天津市副市长任期内，在建筑工程领域内曾发生过几起争议性事件，引起媒体关注。

### 天津机场雕塑被拆事件
2008年4月7日下午，熊建平到天津滨海国际机场进行视察，当他看到高14米的雕塑雕塑“飞翔”时，当即表示不喜欢这个雕塑，并勒令马上拆除。天津滨海国际机场的随行人员询问他不喜欢雕塑的哪里，他表示，不喜欢雕塑的颜色。这件事被中央电视台的《新闻1+1》栏目报道和批评，白岩松在节目中呼吁给出一个说法。但是，天津市政府方面和熊建平本人，对此事保持缄默未有回应。

### 天津图书馆外立面改造事件
2011年，天津市文化中心新天津圖書館在未征得日本建築設計師山本理顯同意的情況下，因領導好惡而更改建築外立面，引起建築師的憤怒。建築評論家方振寧首先在博客和微博中爆料，並替山本理顯喊冤，引起大量轉發和評論，同时也引发公众對與尊重建築設計師和领导审美取向的思考。此後，其博文被強行刪除。熊建平，作为主管规划与城乡建设的副市长被指与此事有关。事发之后，方振寧的博客文章《山本理显对天津市领导下令私自改变天津图书馆的立面表示愤怒》被新浪网无端删除。但是，这一事件被筑龙网等建筑网站不点名报道。同时，也被凤凰网、中国日报网等媒体转发。天津市政府方面和熊建平本人，对此事保持缄默未有回应。